# Ferreira dos Santos
António Ferreira dos Santos (Guidões, Santo Tirso, actualmente Trofa, 26 de Junho de 1936), Cónego da Sé do Porto e comendador (de Portugal e da Alemanha), é uma figura carismática da diocese portuense, da igreja da Lapa e da música portuguesa.
Forma um trio de referência na História da Música Sacra do século XX em Portugal, em conjunto com Manuel Faria (de Braga) e Manuel Luís (de Lisboa). Contribuiu, e contribui definitivamente, para um progresso no ensino e prática musicais na Igreja. Cursou o Conservatório de Música do Porto, concluiu o Curso Superior de Órgão e o Curso de Música Sacra da Escola Superior de Música de Munique (Alemanha), e também o Curso Internacional de Órgão orientado pelo Prof. Emil Sauer, em Salzburgo (Áustria).

## Acção no âmbito da música sacra
- Cofundador o Coro da Sé Catedral do Porto e a Escola Diocesana de Música Litúrgica (1971);
- Fundador do Boletim de Música Litúrgica (1973);
- Fundador do agrupamento de metais e tímpanos Solemnium Concentus (1977);
- Contribuiu para o desenvolvimento dos serviços litúrgico-musicais de regente de coros, cantor, salmista, organista;
- Responsável pela vaga de licenciaturas e pós-graduações em Música Sacra de portugueses, em Ratisbona e Munique;
- Promotor da construção de vários órgãos, entre os quais se destacam os 4 grandes-órgãos só na cidade do Porto: Sé Catedral (1985); Igreja da Lapa (1995); Igreja de Nossa Senhora da Conceição, Marquês (1998); Igreja Nova de São Martinho de Cedofeita (2000);
- Mestre-capela da Sé do Porto;
- Director artístico do agrupamento Sollemnium Concentus;
- Director artístico do Coro de Câmara da Cidade do Porto;
- Fundador do Coro Polifónico da Lapa (2000);
- Professor de música e órgão no Seminário Maior;
- Maestro-fundador da Orquestra Sine Nomine;
- Presidente da Conferência Europeia para a Defesa e Promoção da Música da Igreja (instituição eclesial sediada em Roma com ligação ao Parlamento Europeu);
- Membro efectivo do conselho científico da Escola Superior de Música do Porto;
- Conselheiro do IPPAR para o Órgão de tubos;
- Presidente do Serviço Nacional de Música Sacra;
- Director do Curso Nacional de Liturgia – Música Sacra (órgão e direcção coral);
- Promotor do I Encontro Nacional de Coros para a Liturgia;
- Promotor do I Encontro Nacional de Pequenos Cantores;
- Membro do Conselho Artístico da Regie Sinfonia Orquestra;
- Fundador da Escola das Artes da Universidade Católica Portuguesa, da qual foi director;
- Presidente da Assembleia-geral e Membro fundador da Associação Manuel Faria;
- Presidente da Sociedade Plurifonia 2001;
- Introdutor em Portugal do Método Musical de Pierre van Hawve;
- Presidente do Júri nomeado pelo Governo que em 1997 e 1998 atribuiu prémios às maiores revelações musicais do País, sob proposta do Ministro da Cultura;
- Membro da Comissão Interministerial para a Reforma do Ensino Artístico em Portugal em ();
- Agraciado com a Medalha de Ouro da Cidade do Porto;
- Comendador da Grã-Cruz de Mérito Cultural da República Federal da Alemanha;
- Compositor da obra "Portugal" em homenagem às vítimas da queda da Ponte das Barcas no Porto, e apresentada a 28 de Março de 2009 no Coliseu do Porto;
- Fundador do Grupo Coral Douro Canta;
- Cónego da Sé Catedral do Porto;
- Comendador da Ordem do Infante D. Henrique;
- Agraciado com a Medalha de Mérito Cultural da Câmara Municipal de Santo Tirso;
- Sócio da Academia Nacional de Belas Artes;
- Compositor do Requiem à memória do Infante D. Henrique (foi o primeiro Requiem de grande dimensão coral-sinfónica em língua portuguesa)

## Criação

### 1ª fase (1960-1990)
Exclusivamente voltada para a liturgia de pequenos e médios recursos musicais, contemplando todas as formas musicais, para uma e várias vozes, para coros mistos e coros de vozes iguais, para crianças e adultos, com diversos graus de dificuldade, para a missa, outros sacramentos e Liturgia das horas, valorizando o diálogo entre a assembleia, coro, solistas e pequeno coro.
Grande preocupação com a cultura popular, composições de base tonal e grande fluência melódica. Os salmos constituem a maior base literária dos mais de mil cânticos publicados. A escrita propõe, algumas vezes, instrumentos solistas, como é o caso maioritário da flauta e o órgão, tendo em conta todas as necessidades litúrgicas e recursos dos seus intérpretes. Os seus cânticos têm estruturas variadas, conforme a função litúrgica, desde o esquema refrão-solo-refrão à execução antífona-refrão-solo-refrão-antífona, passando por momentos contrapontísticos nos cânones.

### 2ª fase (desde 1990)
Além do tipo de composições anteriores, dedica-se também, bastante, a colmatar um vazio existente relativamente à composição para liturgias que envolvem maiores recursos musicais. São também consagradas outras ocasiões não litúrgicas e de música religiosa. As cantatas, em especial, incentivaram o desenvolvimento e crescimento dos coros e a relação de cooperação de vários agrupamentos musicais não litúrgicos com a música religiosa. Assim nasce uma aproximação crescente desses músicos com a fenomenologia verdadeiramente religiosa.
O Requiem à memória do Infante D. Henrique, com primeira audição no Mosteiro da Batalha pelas comemorações henriquinas (1995), é o primeiro Requiem coral sinfónico em língua portuguesa. Sem ser uma obra de vanguarda, como não são as outras obras do compositor, revela um grande domínio da música sacra em todos os seus âmbitos, desde a tradição gregoriana à obra de Messiaen, e liberdade em relação às correntes estéticas, sempre sensível e arrebatada no respeito pelas liturgia.
Fomenta na Igreja em Portugal uma crescente qualidade na música para o culto e cria estruturas de formação continuada para a música na liturgia. Continua a proporcionar uma aproximação de colaboração crescente dos vários músicos fiéis ao fenómeno crescente da música sacra (liturgia) e de concerto. Foi incluído numa lista dos 40 principais compositores da História da Música em Portugal.